# Sumapaz
Sumapaz è una località del distretto della capitale di Bogotà, in Colombia. È designato ufficialmente come distretto (località) numero 20.
Conta 5666 abitanti dal 2007, ed è leggermente simile (in forma di confini) a un fulmine.